# Poecilia latipinna
Poecilia latipinna е вид лъчеперка от семейство Poeciliidae.

## Разпространение
Видът е разпространен в Мексико и САЩ.